# Cristóbal del Hoyo-Solórzano y Sotomayor
Cristóbal del Hoyo Solórzano y Sotomayor (Tazacorte, 31 de diciembre de 1677 - San Cristóbal de La Laguna, 26 de noviembre de 1762) fue un escritor canario cuya obra se desarrolla en el contexto del movimiento intelectual y cultural conocido como la Ilustración.

## Biografía
Era el primogénito del Marqués de la Villa de San Andrés, Maestre de Campo Gaspar del Hoyo Solórzano Arbola y Fonte, Caballero del Hábito de Calatrava, Capitán General de la Nueva Andalucía, Cumaná y Barcelona, patrono del Convento de Recoletos del Espíritu Santo de Icod de los Vinos, del municipio de Garachico y de Ana Jacinta de Sotomayor Topete, de la isla de La Palma.
Cristóbal de Hoya-Solórzano y Sotomayor fue uno de los personajes más peculiares de la literatura canaria del siglo de las luces. Hombre apasionado y visionario que anticipó el Romanticismo. En su obra se perciben influencias de la Ilustración y del Barroco.  
Nativo de la isla de La Palma, pasó en Tazacorte sus primeros años y luego se trasladó a la capital, Santa Cruz de la Palma, donde estudió gramática y comercio. Sus estudios le permitieron tener acceso a algunos libros que no eran de fácil lectura en aquella época. Su curiosidad literaria le causó problemas con el clero y en 1700 fue víctima de la Inquisición, siendo encarcelado en Las Palmas de Gran Canaria.

## Obras
Cristóbal del Hoyo desarrolló su obra tanto en verso como en prosa. Su obra poética consta de 61 poemas en los que se encuentra tanto obras de metro corto y tradicional como obras en versos mayores. Los temas predominantes en su obra son la autobiografía, el amor y la sátira.

### Prosa
- Cartas de amor (1720 - 1721)
- Cartas Diferentes (1740)
- Madrid por dentro (1745)
- Carta de la corte de Madrid

### Poesía
- Soneto al pico de Teide (1732)
- Soledad escrita en la isla de la Madera (1733)